# Seleção Sul-Coreana de Futebol Americano
A Seleção Sul-Coreana de futebol americano, é a representante no futebol americano da Coreia do Sul. É controlada pela KAFA. Eles competiram pela primeira vez a Copa do Mundo de Futebol Americano em 2003. Eles são membros da AFAF.

## Uniformes
| Helmet   |      |           |
| Left arm | Body | Right arm |
| Trousers |      |           |
| Socks    |      |           |
| Casa     |      |           |

| Helmet   |      |           |
| Left arm | Body | Right arm |
| Trousers |      |           |
| Socks    |      |           |
| Fora     |      |           |